# Луксемвурго
„Луксемвурго“ (на гръцки: Ξενοδοχείο «Λουξεμβούργο») е емблематичен хотел в град Солун, Гърция.

## Местоположение
Имението е разположено на улица „Комнини“ № 6, по диагонал от хотел „Андромеда“, на кръстовището с улица „Калапотакис“.

## История
Сградата е построена в 1924 година по проект на солунския архитект Ели Модиано в изискан хотелски район, който обаче е опустошен от Солунския пожар в 1917 година. От около 1970 до 1995 година работи под името „Реа“. От самото си построяване функционира като хотел, като към началото на XXI век продължава да е такъв.
В 1983 година е обявен за защитен обект.

## Архитектура
Сградата се състои от партер, два етажа и тавански етаж. Принадлежи към течението на еклектиката и в строежа са заимствани много елементи от архитектурата на Централна Европа. В сградата има и ясно неокласическо разделяне на основа-ствол-корона и абсолютна симетрия както на фасадите, така и на хоризонталните оси. Ъгълът на фасадите се простира нагоре и е покрит с купол, създавайки по този начин своеобразна кула. Таванското помещение, оформено от двете страни на кулата, е облицовано с капандури. Постройката има декоративни висулки и растителни изображения, а отворите на тавана завършват с барокови фронтони. Над главния вход е изграден полукръгъл оберлихт.